# Calopia minutissima
Calopia minutissima is een slakkensoort uit de familie van de Calopiidae. De wetenschappelijke naam van de soort is voor het eerst geldig gepubliceerd in 1999 door Ponder.